# Phlaeoba galeata
Phlaeoba galeata är en insektsart som först beskrevs av Walker, F. 1870.  Phlaeoba galeata ingår i släktet Phlaeoba och familjen gräshoppor. Inga underarter finns listade i Catalogue of Life.